# El Río (La Rioja)
El Río o Lugar del Río es una localidad del municipio de San Millán de la Cogolla en La Rioja (España).

## Demografía
El Río contaba a 1 de enero de 2010 con una población de 20 habitantes, 18 hombres y 2 mujeres.
| Gráfica de evolución demográfica de El Río entre 2000 y 2021                                     |
|                                                                                                  |
| Población de derecho (2000-2010) según los censos de población del INE a 1 de enero de cada año. |